# Mondtrilogie

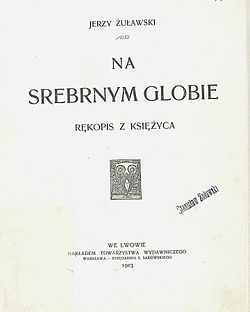
Titelblatt der Erstausgabe von 1903

Als Mondtrilogie (polnisch Trylogia Ksiezycowa) werden die drei aufeinanderfolgenden Romane des polnischen Schriftstellers Jerzy Żuławski bezeichnet. Der Zyklus besteht aus den Büchern Auf dem silbernen Globus (Na srebrnym globie; 1903), Der Sieger (Zwycieżca; 1910) und Die alte Erde (Stara Ziemia; 1911), die sich mit der Besiedlung des Erdmondes beschäftigen. Żuławski beschreibt darin die Gründung einer menschlichen Kolonie auf der Rückseite des Mondes und den Zusammenprall mit einer dort seit Jahrtausenden ansässigen außerirdischen Zivilisation. Besonders erwähnenswert ist die kritische Beleuchtung der im Verlauf der drei Bände fortschreitenden Mythenbildung um die ersten Siedler sowie weiterer Mechanismen der menschlichen Gesellschaft und Religion.

## Inhalt

### Auf dem Silberglobus
Das erste Buch ist seinerseits in drei Teile gegliedert. Dem vorangestellt ist ein Vorwort, das eine Manuskriptfiktion begründet. Der zufolge ist der Text eine Botschaft, die mittels einer Metallkugel vom Mond auf die Erde geschickt und dort entschlüsselt wurde. Das Manuskript beschreibt die erste Landung eines internationalen fünfköpfigen Raumfahrerteams auf dem Mond 50 Jahre zuvor und den anschließenden Überlebenskampf in einer lebensfeindlichen Umgebung. Erst auf der Rückseite des Mondes, also der erdabgewandten Seite, gibt es Luft und Wasser und Leben. Da der Kontakt zur Erde abgebrochen ist, müssen sich die Überlebenden dort eine neue Zivilisation aufbauen. Ein Teil des irdischen Wissens geht verloren und wird durch einen religiösen Kult ersetzt. Auch auf der Erde hat man mangels Kontakt die Mondmission bald vergessen.

### Der Sieger

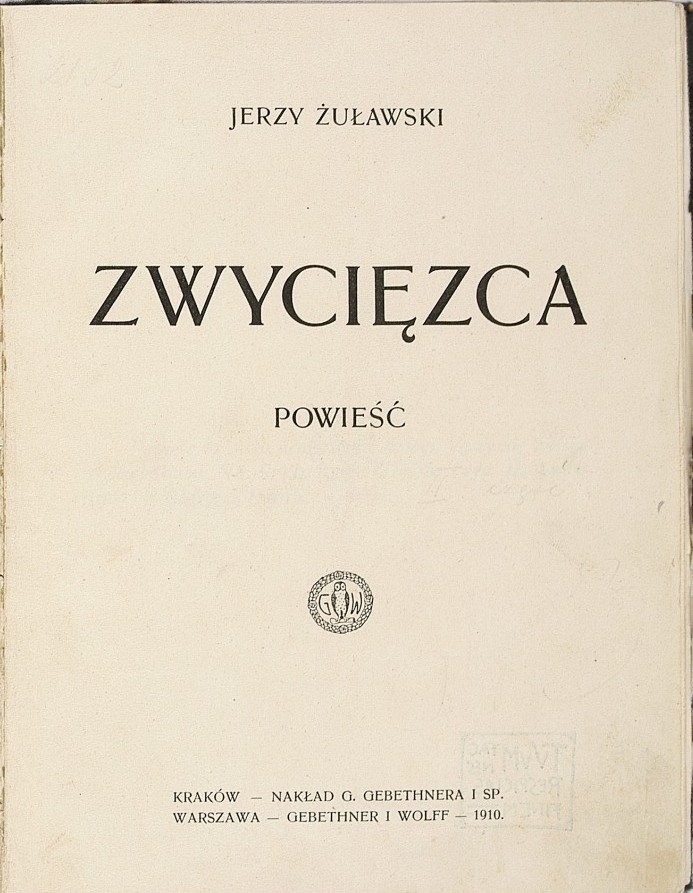
Titelblatt von Zwycieżca (1910)

Nach 700 Mondjahren landet ein weiterer Raumfahrer von der Erde auf dem Mond. Der „Sieger“ trifft dort auf kleinwüchsige Mondmenschen, für die die Erde ein märchenhafter Mythos aus grauer Vorzeit darstellt. Neben den Mondmenschen leben auf dem Erdtrabanten vogelähnliche Ungeheuer. Diese sogenannten Schernen teilen elektrische Schläge aus, mit denen sie sich sowohl verteidigen als auch Menschenfrauen befruchten können. Im Ergebnis entstehen Hybriden, die „Morzen“ heißen, Ungeheuer in Menschengestalt. Auch gibt es unter den Mondmenschen Gruppen mit abweichenden Ansichten. Auf der einen Seite gibt es die „Ausharrenden Brüder“, die einen Messias von der Erde erwarten, der sie von dem Terror der Schernen befreit. Auf der anderen Seite steht die „Bruderschaft der Wahrheit“, die eine irdische Abstammung verneint und behauptet, die Mondmenschen seien aus den Höhlen der erdzugewandten Seite eingewandert. Der „Sieger“ führt einen Feldzug gegen die Ungeheuer, bei dem er nach anfänglichen Siegen einen Märtyrertod stirbt.

### Die alte Erde
Im letzten Band der Trilogie reaktivieren einige Mondmenschen das irdische Raumfahrzeug des „Siegers“ und reisen damit zur Erde. Auf dem Herkunftsplaneten angekommen bewegen sie sich dennoch in einer ihnen fremden Welt. Der Roman beschäftigt sich mit dem fremden Blick auf die „vertraute“ Erde.

## Rezeption

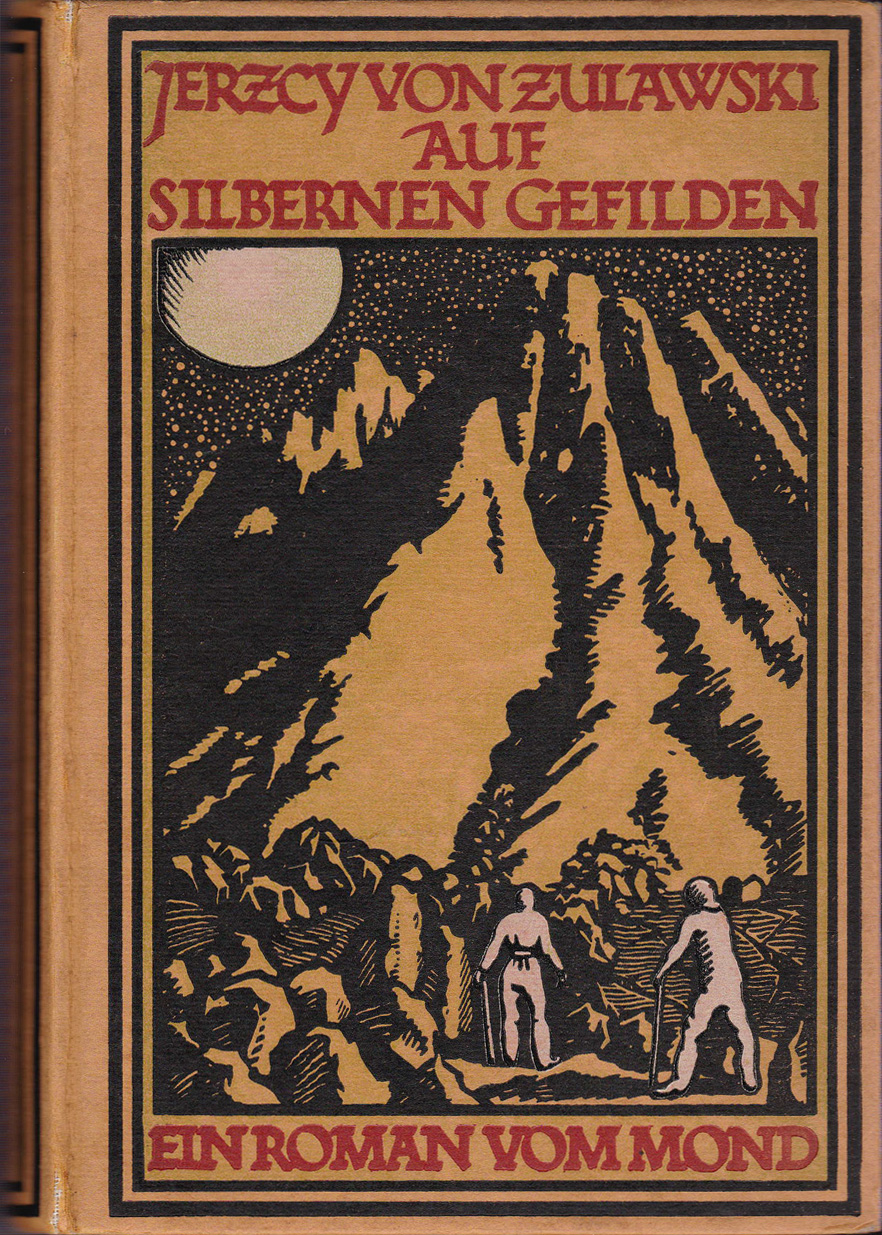
Buchdeckel der deutschen Erstausgabe von 1914

Der Kritiker und Publizist Franz Rottensteiner bezeichnete Żuławskis Trilogie als „polnischen Hauptbeitrag zur älteren Science-Fiction“. Die Romane kämen den Büchern eines H.G. Wells nahe und seien ihrer Zeit weit voraus gewesen. Nur sei dies eine im übrigen Europa bisher kaum anerkannte Leistung, da die Trilogie außerhalb Polens – vor allem bedingt durch die Sprache – nicht die Beachtung und Verbreitung gefunden habe, die ihr gebühre; ein Umstand, den der polnische Sci-Fi-Schriftsteller Stanisław Lem als „linguistische Falle“ bezeichnete. In Polen wurde Żuławskis Trilogie mehrmals neu aufgelegt und gilt als Klassiker des Genres.
Der polnische Regisseur Andrzej Żuławski, ein Großneffe des Autors, verfilmte 1976 den ersten Teil Na srebrnym globie (deutsch: Der Silberne Planet ) unter demselben Titel. Der Film wurde jedoch nur zu vier Fünfteln vollendet, da der damalige polnische Minister für Kultur die Dreharbeiten abbrechen und sämtliche Requisiten sowie Teile des Filmmaterials verbrennen ließ.

## Ausgaben
- Na srebrnym globie. Rękopis z Księżyca. Lemberg 1903.
  - Auf silbernen Gefilden. Ein Roman vom Mond. Übersetzt von Kasimir Lodygowski. Georg Müller, 1914.
  - Auf dem Silbermond. Mit einem Nachwort von Stanisław Lem. Übersetzt von Edda Werfel. Suhrkamp (Phantastische Bibliothek #88), 1983, ISBN 3-518-37365-X.
  - Auf dem silbernen Globus. Übersetzt von Roswitha Buschmann. Das Neue Berlin, 1984.
  - Auf dem silbernen Globus. Eine Handschrift vom Mond. Übersetzt von Kasimir Lodygowski. (eBook o. J.)
- Zwycięzca. Krakau 1910.
  - Der Sieger. Übersetzt von Edda Werfel. Suhrkamp (Phantastische Bibliothek #101), 1983, ISBN 3-518-37416-8.
- Stara Ziemia. Krakau/Warschau 1911.
  - Die alte Erde. Übersetzt von Edda Werfel. Suhrkamp (Phantastische Bibliothek #114), 1983, ISBN 3-518-37468-0.
- The Lunar Trilogy. English by Elzbieta Morgan. Point Pleasant, Winged Hussar Publishing, 2020, ISBN 9781950423163.

## Einzelbelege
1. ↑  Franz Rottensteiner: Polnische Phantastik von Jerzy Żuławski bis Adam Wiśniewski-Snerg. In: Osteuropaforschung Bd. 14, S. 82–84.
2. ↑  Der Silberne Planet ist der beste Science-Fiction-Film, von dem ihr noch nie gehört habt. 1E9.